# Elizabeth Hand
Elizabeth Hand (San Diego, 29 marzo 1957) è una scrittrice statunitense di romanzi fantasy e di fantascienza.

## Biografia
Nata a San Diego, California, nel 1957 da una famiglia d'origini irlandesi, ha trascorso la giovinezza a Yonkers, nello stato di New York. Dal 1979 al 1986 ha lavorato al National Air and Space Museum e ha conseguito un B.A. in antropologia culturale all'Università Cattolica d'America nel 1984.
A partire dal suo esordio nel 1988 con Prince of Flowers apparso sulla rivista Rod Serling's The Twilight Zone Magazine, ha pubblicato numerosi romanzi appartenenti al genere fantasy e fantascientifico ottenendo alcuni dei più importanti riconoscimenti della narrativa di genere. Giornalista e critica letteraria, ha collaborato con numerose testate quali il Washington Post e il Village Voice.

## Opere principali

### Romanzi
- Winterlong (1988)
- Aestival Tide (1992)
- Icarus Descending (1993)
- Waking the Moon (1994)
- Glimmering (1997)
- Black Light (1999)
- Chip Crockett's Christmas Carol (2000)
- Cleopatra Brimstone (2002)
- The Least Trumps (2003)
- Mortal Love (2004)
- Chip Crockett's Christmas Carol (2006)
- Illyria (2006)
- The Bride of Frankenstein (2007)
- Radiant Days (2012)
- Wylding Hall (2015)
- La villa sulla collina (2024)

### Serie Generation Loss
- Non credere ai tuoi occhi (Generation Loss, 2007), Roma, Elliot, 2008 traduzione di Clara Nubile ISBN 978-88-6192-024-8.
- La luce naturale della morte (Available Dark), Roma, Elliot, 2012 traduzione di Cosetta Cavallante ISBN 978-88-6192-261-7.
- Hard Light (2016)

### Racconti
- Last Summer at Mars Hill (1998)
- Bibliomancy  (2003)
- Saffron and Brimstone: Strange Stories (2006)
- Errantry (2012)

### Serie Star Wars
- Boba Fett: Maze Of Deception (2003)
- Boba Fett: Hunted (2003)
- Boba Fett: A New Threat (2004)
- Boba Fett: Pursuit (2004)

### Novellizzazioni
- L'esercito delle 12 scimmie (12 Monkeys, 1995), Milano, Sonzogno, 1996 traduzione di Sergio Mancini ISBN 88-454-0866-3.
- Il francese (Millennium: The Frenchman), Milano, Mondadori, 1997 ISBN 88-04-44182-8.
- The X files: il film (The X-Files: Fight the Future), Roma, Fanucci 1998 ISBN 88-347-0624-2.
- Anna and the King (1999)
- The Affair of the Necklace (2001)
- Catwoman (2004)

## Alcuni riconoscimenti
- Premio James Tiptree Jr.: 1995 per Waking the Moon
- Mythopoeic Awards: 1996 per Waking the Moon
- Premio Nebula per il miglior romanzo breve: 1996 per Last Summer at Mars Hill
- Premio Nebula per il miglior racconto breve: 2006 per Echo
- Premio Shirley Jackson per il miglior romanzo: 2007 per Non credere ai tuoi occhi
- Premio World Fantasy: 2008 per Illyria e 2011 per The Maiden Flight of McCauley's Bellerophon